# 房州堀
房州堀（ぼうしゅうぼり）とは、近世博多（筑前国・那珂郡）の南縁を画していた堀の名称として最もよく知られるものである。なお、「房州」とは「安房国」の意で、臼杵鑑続（後述）の受領名「安房守」にちなむとされる。

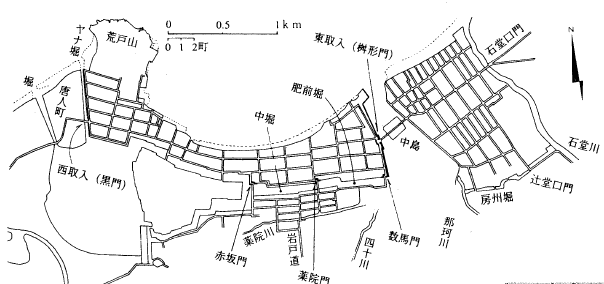
寛永ごろまでの福岡・博多（推定）

## 概要
近世の博多は環濠都市であり、北縁は海、東・西は川、そして南縁は堀によって画されていた。堀は石堂川から鉢の底川（那珂川の支流）に至る、幅約20～30m、長さ約900mの規模のもので、1699年のものと推定される精密な実測図によってその形状を知ることができる。その築造時期や築造者は、近世の地誌に言及されるものの、一次史料はなく、また発掘調査の結果も築造時期を断定するに至ってはいない。
堀の名称は一般に「房州堀」が知られるが、このほかにも宗也堀、大屋堀（太屋堀）、古屋堀などの名称が地誌の記述に見える。「房州堀」の名が広く知られるようになったのは、その名称を取り上げた「筑前国続風土記」が、他の地誌に先駆けて、しかも明治43(1910)年というかなり早い時期に翻刻・刊行されたからであろう。あるいはその著者、貝原益軒が文献史料を重視していたことによるある種の対人論証なのかもしれない。

## 地誌の記述
江戸中期までの地誌に記される堀の名称とその由来についての伝承はおよそ以下の通りである。
1）博多南縁の堀を「房州堀」とし、その由来が大友家家臣、臼杵安房守鑑続の構築によるとする伝承で、「筑前国続風土記」(1703年) に言及される。
2）博多南縁の堀のうち、中央部分と西側部分を「宗也堀」とし、その由来が徳永宗也の構築によるとする伝承で、「博多古説拾遺」(1736年) 「博多始之事」(1747年)に言及される。「博多始之事」にはまた、「一説に中央部分を房州堀というが、これは徳永宗也が掘ったもので宗也堀という」と記す箇所が別にある。
3）博多南縁の堀のうち、東側部分を大屋（フトヤ）堀、中央部分を宗也堀（あるいは徳永宗也が掘った堀）、西側部分（あるいは中央部分から西側部分にかけて）を房州堀とする伝承があり、「博多記」(1723年)、「覇家台」などに記される。
東側部分については、中世の絵図に描かれており、中世まで遡るのは明らかであるが、中央部分・西側部分については、その活躍した時期が全く異なる二人の人物に焦点があてられる。臼杵鑑続と徳永宗也である。臼杵鑑続は戦国大名大友家家臣であり、大友氏－博多津御取次（加判衆）－志摩郡代－博多代官という支配機構を通して博多に権限を及ぼしていた。したがって、臼杵鑑続が博多南縁の堀を掘ったとしても不自然ではなく、その時期は戦国期となる。一方、徳永宗也は黒田長政によって博多町政の中枢に据えられた人物であり、博多東縁の川土手普請、博多商人の渡航朱印状獲得、博多の公役・五人組制度などについて長政の指示を受けている。徳永宗也が堀を掘ったとすれば、既存の堀を改修・拡張・整備するなどした、あるいは新規に堀を築造したと考えられ、その時期は近世初頭ということになる。

## 防禦施設の編年によるアプローチ
博多南縁の堀のうち、中央部分に見られる規模の大きな合横矢（虎口両側からの側面攻撃を可能にする）などは、戦国期の九州では見られず、織豊政権もしくはその系列の権力体に特有のものであり、少なくとも中央部分については小早川隆景・秀秋、豊臣蔵入地代官である石田三成、そして黒田長政のいずれかによる築造の可能性が高い。

## 博多惣構論
小島道裕・前川要両氏の研究によれば、大名直属の町人居住域と在地の市町の統合をもって一元的構造をなす都市が成立、それを惣構によって取り囲むことによって近世的城下町が成立するとする。その前提に立てば、黒田政権初期の段階で、博多を福岡城の惣構の内に取り込み、博多南縁の堀をその南縁の防禦ラインとした都市建設は、当該期の都市計画理念と合致することになる。なお、これについてはいくつか傍証がある。
1）石堂口は博多の東の入口であるが、その整備は福岡城関係普請工事と平行して行なわれた。ここにも側面攻撃のための横矢がけが施されており、黒田長政によって惣構の門として整備された可能性が考えられる。石堂口の両脇には慶長8年頃までに寺町が整備されているが、一列に並べられた寺が防禦ラインを構成することは既に指摘されている通りである。
2）近世初期（1643年）、博多には間口の合計が四町にも及ぶ侍町が存在した。福岡城築城の頃、ここに「松本五郎右衛門預かり、三十疋立の御厩」があったという。この侍町が黒田長政の福岡城築城直後まで遡るという前提に立てば、博多南縁の堀が惣構えとして機能していたことの傍証たりうる。近世初頭の城下町において、侍町を惣構えの外に置くことはまず考えられないからである。